# DeLaurentis
DeLaurentis est le nom du projet solo de la musicienne, compositrice, productrice et interprète française Cécile Léogé.

## Biographie
Cécile Léogé dite DeLaurentis est née à Toulouse dans le sud de la France. Elle étudie la musique au Conservatoire et à l’université du Mirail en option Jazz. Elle découvre la production et le mixage en autodidacte influencée par Laurie Anderson, une des pionnières de la musique électronique. Dans son home studio, elle apprend à apprivoiser claviers, machines, ordinateurs, vocodeurs et contrôleurs ;  le push d’Ableton Live ou encore l’Erae Touch de Embodme. La jeune femme devient ainsi, progressivement, DeLaurentis ; patronyme toscan de son grand-père qui évoque aussitôt l’univers fantastique d'un autre italien, le producteur de cinéma Dino De Laurentiis (La strada, Barbarella, Flash Gordon, Dune, etc.).
Sa pratique des logiciels de musique informatique lui permet une créativité sans limite. Sa voix accorde une sensibilité toute particulière à ses compositions. Elle orchestre une musique électronique dont les créations sont autant marquées par les expérimentations sonores que par la dimension physique des musiques taillées pour les raves. Certains de ses titres sont synchronisés en pub, dans des séries et elle se fait remarquer à l’international lorsque sa musique A Big Part Of A Big Sun est diffusée dans la série américaine How to get away with murder en 2018.
En 2021, elle sort son premier album Unica.
En 2023, elle sort un LP Classical Variations Vol.2, un projet sur lequel elle utilise des outils d'intelligence artificielle.

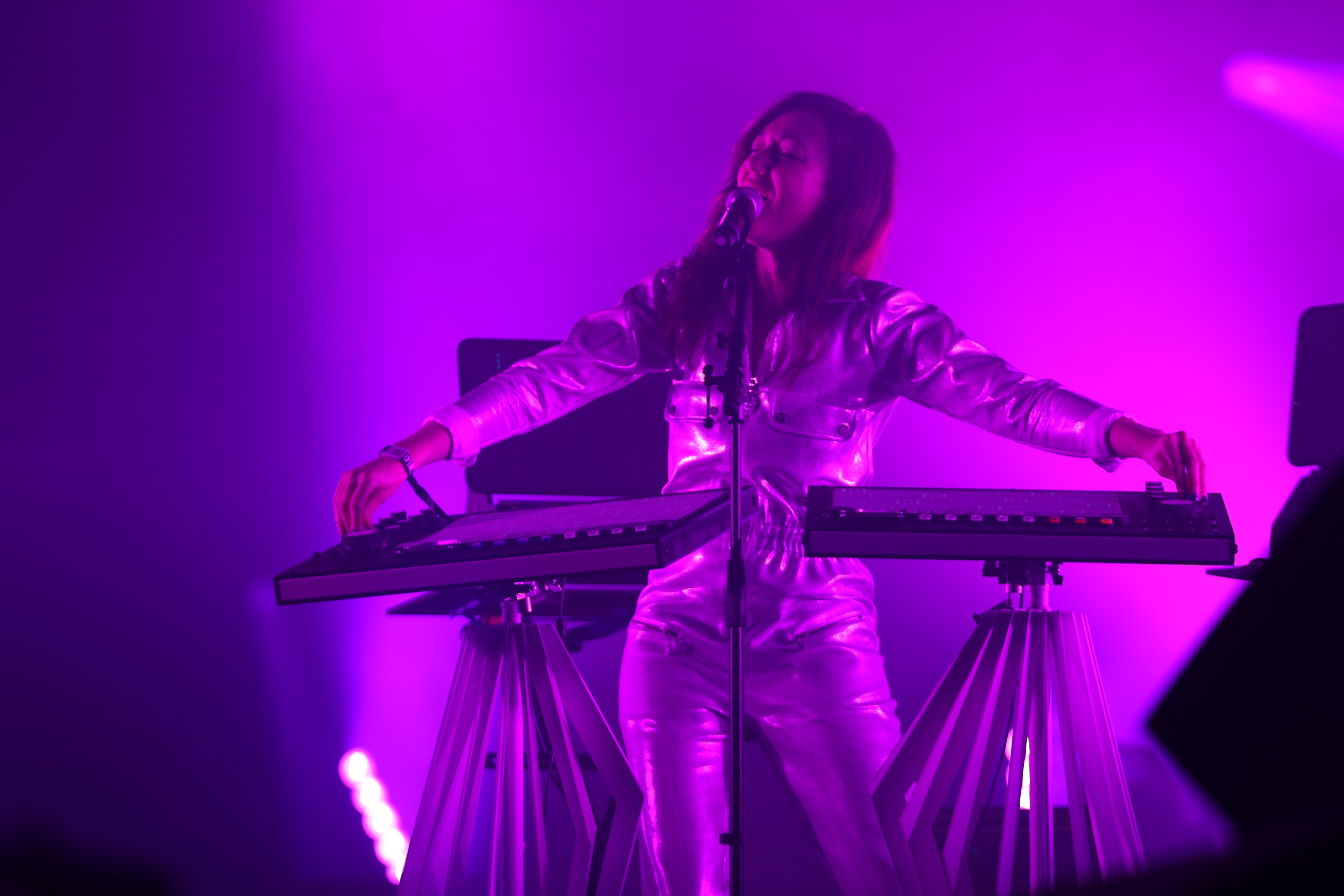
DeLaurentis aux Trans Musicales 2024 à Rennes

En 2023, elle co-réalise l’album d’Isabelle Adjani qui s’intitule « Bande Originale » sorti en novembre 2023 dont elle compose le premier single « Les Courants d’Air » avec Pascal Obispo et Gaëtan Roussel,.
En 2024, elle collabore avec Radio France et l'ingénieur du son Hervé Déjardin à la création d'un dispositif de concert immersif A/V en Live 360 autour de son album MUSICALISM. 
L’album est présenté en avant-première aux Trans Musicalesà Rennes en décembre 2024. 
À l’international, elle se produit notamment au festival Kappa FuturFestival de Turin, où elle reçoit le prix Reply AI Music Contest.

## Discographie

### Album studio
- 2021 : Unica
- 2025 : Musicalism

### EP
- 2015 : DeLaurentis
- 2016 : Brand  New Soul
- 2018 : Big Part Of A Big Sun
- 2018 : Big Part Of A Big Sun (Remixes)
- 2019 : Classical Variations, Vol.1
- 2020 : Carousel Of Mine
- 2020 : Life – The 4 Seasons Remixes
- 2021 : Pegasus (Remixes)
- 2021 : Be A Woman (Remixes)
- 2022 : Unica’s Cloud (Remixes)
- 2023 : Classical Variations Vol.2

### Singles
- 2017 : Ring My Bell
- 2020 : I Sing To Use The Waiting
- 2020 : Nostalgie pour un kiss
- 2020 : Life
- 2021 : Pegasus
- 2021 : Pulsion 2021
- 2021 : Be A Woman
- 2022 : Be A Woman (Radio Edit)
- 2024 : Unbelievable Green
- 2024 : Gone Colors
- 2024 : The Wooden House avec Jay-Jay Johanson
- 2024 : Supermassive Red

### Collaborations
- 2022 : Les Belles Nuits de VAPA, remix de DeLaurentis
- 2021 : Les Mots bleus avec Élodie Frégé dans l’émission La Boîte à secrets sur France 3
- 2017 : The Lake et A Dream, co-composition sur l'album Gemme de Nolwenn Leroy
- 2016 : 10000 Things (Tubular Bells), co-arrangement avec Mike Oldfield[13]
- 2015 : Bristol avec Marc Collin
- 2023 : Bande originale, album d'Isabelle Adjani coréalisé avec Pascal Obispo
- 2023 : Les courants d'air, co-composition avec Gaetan Roussel et Pascal Obispo sur l'album Bande originale d'Isabelle Adjani
- 2023 : The Stars Align de Jay-Jay Johanson, remix de DeLaurentis
- 2023 : L'amour est innocent de Marie France et Alain Chamfort, remix de DeLaurentis
- 2023 : EP Deep Ocean en collaboration avec Deep Forest

### Synchro et Musiques originales
- 2018 : Série américaine How to get away with murder avec le titre A Big Part Of A Big Sun, dans la saison 4
- 2019 : Pub Citroën C3 WRC avec Sébastien Ogier sur le titre A Big Part Of A Big Sun[14]
- 2019 : Composition et performance musicale du défilé Issey Miyake Spring Summer 2020[15]
- 2020 : Série France 2 Astrid et Raphaëlle avec les titres Silent Home et The Angel, saison 1
- 2020 : Pub EDF Raison d’être avec le titre Life[16]
- 2021 : Pub Ponant Le commandant Charcot
- 2021 : Nouvelle Identité Sonore EDF avec l’adaptation du Pulsion de Jacques Loussier[17]

## Distinctions

### Récompenses
- 2022 : Prix Clio Awards pour la musique Ponant avec l’agence Fred et Farid
- 2022 : Prix Stratégie pour la signature sonore EDF sur l’adaptation du titre Pulsion de Jacques Loussier avec l’agence Startrec[18]
- 2024 : Grand Prix de l'Unac, Édition SynthFest France 2024[19]
- 2025 : Prix Reply AI Music Contest], Édition Kappa FuturFestival (Turin) 2025[11]

### Nominations
- 2022 : OST Challenge : finaliste dans la catégorie Animation[20]
- 2021 : Social Music Awards : album Unica et clip Unicas’s Cloud[21]